# Laelia phaeobalia
Laelia phaeobalia är en fjärilsart som beskrevs av Collenette 1932. Laelia phaeobalia ingår i släktet Laelia och familjen tofsspinnare. Inga underarter finns listade i Catalogue of Life.